# Хілков Дмитро Олександрович
Князь Дмитро́ Олекса́ндрович Хілко́в (13 листопада 1857 — 1 жовтня 1914) — російський політичний діяч, толстовець, революціонер.

## Біографія

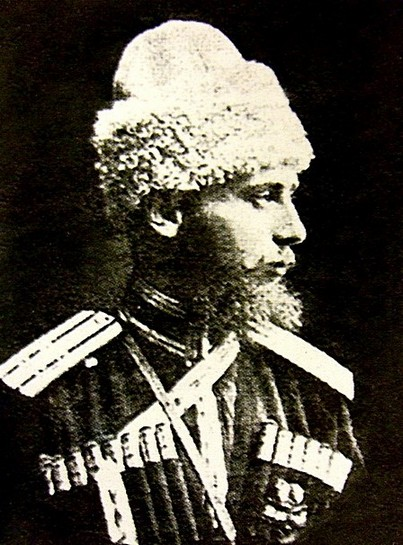
Д.О. Хілков в молодості

Народився в родині князя Олександра Дмитровича Хілкова (1834—1887) і княгині Юлії Петрівни (уродженої Джунковської) (1837—1916).
Вихованець Пажеського корпусу, потім офіцер лейб-гусарського полку. Брав участь в Російсько-турецькій війні 1877—1878 рр. Після її закінчення служив в Закавказзі, де познайомився з духоборами.
У 1884 році вийшов у відставку і поселився в своєму маєтку Павлівка у Сумськім повіті Харківської губернії. В 1885 році  землю в триста вісімдесят десятин він продав за низькою ціною селянам, а сам, залишив собі наділ у сім десятин, став жити особистою  землеробською працею. У 1887 році Хілков вступив  в листування з Левом Толстим і став прибічником толстовства. Його будинок перетворився на сектантський центр. 
Хілков був одружений без церковного шлюбу з Цецілією Володимирівною  Вінер (1860—1922), дочкою свого знайомого по Кавказу, полковника Володимира Івановича Вінера, також послідовницею Толстого. Їхні діти не були хрещені, що, за тодішніми російськими законами, залишало їх без спадщини і титулу.  Це викликало певне незадоволення матері  Д.О. Хілкова Юлії Петрівни Хілкової. 
Об’єднавши духоборство з поглядами Толстого, Хілков почав проповідувати серед селян. 
К. П. Побєдоносцев в листі до Олександра III від  1 листопада 1891 року вказував на розбещуючу діяльність Хілкова.
|  | На жаль, безумці, які увірували в Толстого, одержимі так само, як і він, духом невтримної пропаганди і прагнуть приводити його вчення в дію і проводити в народ. Таких прикладів вже немало, але найбільш разючий приклад — кн. Хілкова, гвардійського офіцера, який поселився в Сумськім повіті, Харківської губ., роздав всю землю селянам і, оселившись на хуторі, проповідує селянам толстовське Євангеліє, з відкиданням церкви та шлюбу, на засадах соціалізму. Можна собі уявити, яку дію призводить він на темну масу! Зло це росте і розповсюджується вже до меж Курської губ., в місцевості, де вже давно в народі можна помітити дух неспокійний. Ось вже 5 років, як я пишу про це і губернатору, і в міністерство, але не можу досягнути рішучих заходів, а меж тим Хілков встиг вже розбестити навколо себе ціле населення села Павлівки і сусідніх сіл. Він розсилає і поблизу, і в далеч шкідливі листи і брошури, яким селяни вірять. Оригінальний текст (рос.) К несчастью, безумцы, уверовавшие в Толстого, одержимы так же, как и он, духом неукротимой пропаганды и стремятся проводить его учение в действие и проводить в народ. Таких примеров уже немало, но самый разительный пример — кн. Хилкова, гвардейского офицера, который поселился в Сумском уезде, Харьковской губ., роздал всю землю крестьянам и, основавшись на хуторе, проповедует крестьянам толстовское евангелие, с отрицанием церкви и брака, на началах социализма. Можно себе представить, какое действие производит он на невежественную массу! Зло это растет и распространяется уже до границ Курской губ., в местности, где уже давно в народе заметен дух неспокойный. Вот уже скоро 5 лет, как я пишу об этом и губернатору, и в министерство, но не могу достигнуть решительных мер, а между тем Хилков успел уже развратить около себя целое население села Павловки и соседних деревень. Он рассылает и вблизь, и вдаль вредные листы и брошюры, которым крестьяне верят. |

У лютому 1892 року Хілков був висланий адміністративно в Закавказзя. Місцем заслання йому було назначено духоборське село Башкичет Борчалинського повіту Тифліської губернії. В 1896 році Хілкова було переведено в повітове місто Вейсенштейн Естляндської губернії.

### В еміграції
В 1898 році отримав дозвіл на виїзд за кордон. Після короткочасного візиту в одну з толстовських колоній в Англії Хілков в серпні 1898 року поїхав до Канади, де оглядав місця, які були запропоновані для духоборів, що хотіли переселитися, та вів переговори з канадським урядом щодо цього переселення. Серед осіб, що займалися розміщенням духоборів на новому місці, з'явилися розбіжності щодо фінансових питань. Хілкова було звинувачено в тім, що він не звернув уваги на важливі економічні і кліматичні фактори, бо канадський імміграційний комітет дав князеві хабар.  
Оселившись в липні 1899 року в Женеві, де на той час знаходилась його родина, Хілков співробітничав з соціал-демократом В. Д. Бонч-Бруєвичем і В. М. Вєлічкіной. Працював в толстовському виданні «Вільна думка»(рос. "Свободная мысль"), брав участь у створенні марксистського журналу «Життя» (рос. "Жизнь"), співробітничав з газетою «Іскра».
Починаючи з вересня 1901 року Хілковим була видана серія революційних протиурядових брошур під загальною назвою "Народні листки" (рос. "Народные листки). В їх числі була брошура, яку склав сам Хілков, - "Про вуличні заворушення (Думки військовика) (рос. «Об уличных беспорядках (Мысли военного)»). Вона закликала до збройної боротьби з урядом. Хілков радив формувати "десятки" та бойові дружини для збройної боротьби. В 1902 році Хілков став закликати вже до масового терору, заявляючи, що кожен революціонер має бути терористом. 
В 1903 році Хілков вступив в партію соціалістів-революціонерів, входив в закордонний комітет есерів. Активно брав участь в конспіративній роботі революціонерів.

### В Росії
В листопаді 1905 року Хілков повернувся до Росії і оселився на своєму хуторі Павлівка. Його погляди знову радикально змінилися: тепер князь став справжнім православним, ретельним виконавцем усіх обрядів. Колишній толстовець і революціонер умовив своїх синів піти на військову чи цивільну службу. 
У 1910 році обидві дочки князя, Ольга і Єлизавета, покінчили з собою, прийнявши отруту.  За свідоцтвом священика Миколая Чепуріна, який був близько знайомий з родиною Хілкових, " дівчатам приходилось бути між трьома зовсім різними і антагонизуючими впливами: бабчиним (Юлія Петрівна Хілкова — мати Дмитра Олександровича — була закоренілою монархісткою), батька і матері (Цецілія Володимирівна Вінер — дружина Дмитра Олександровича — тверда прибічниця толстовства). В результаті цих трьох впливів у них обох в душі нічого не залишалось, ніякої віри, ніяких переконань, окрім страшного хаосу і незадоволеності».
Коли почалась війна 1914 року, Хілков вирішив знову поступити на військову службу. За особистим розпорядженням Миколая II його було назначено військовим старшиною Кубанського 3-го Хоперського полку, у якому князь служив ще в роки російсько-турецької. 1 жовтня 1914 року Дмитра Хілкова було вбито в Карпатах поблизу села Верхнє Синьовидне в розвідці.
Дмитра Олександровича було поховано на хуторі Князєве села Павлівка поруч з його дочкою 7 листопада 1914 року. В жовтні 2010 року на могилах князя і княжни було встановлено пам'ятники.

## Твори
- Записки Д. О. Хилкова // Чертков В. Г. Похищение детей Хилковых [Архівовано 12 лютого 2022 у Wayback Machine.]. — Крайстчерч, 1901. — 90 с. (рос.)
- Хилков Д. А. Террор и массовая борьба. // Вестник русской революции. — 1905. — № 4. — С. 225-261.(рос.)
- Хилков Д. А. О методе пчеловодства священника Юшкова. — Сумы, 1912. (рос.)
- Хилков Д. А. Письма князя Дмитрия Александровича Хилкова: В 2 вып. — Сергиев Посад, 1915-1916. (рос.)